# 斯特拉顿 (科罗拉多州)
斯特拉顿（英語：Stratton），是美国科罗拉多州基特卡森縣下属的一座城市。建市于1917年4月15日，面积大约为0.505平方英里（1.308平方公里）。根据2010年美国人口普查，该市有人口658人。2011年估计该市有人口667人，相比2010年人口增长率为1.37%。同时，论人口该市是科罗拉多州第174大城市。